# 鲁艾鲁堡
鲁艾鲁堡（法語：Labastide-Rouairoux，法語發音：[labastid ʁwɛʁu]）是法国奧克西塔尼大區塔恩省的一个市镇，属于卡斯特尔区。

## 地理
鲁艾鲁堡（43°28'32"N, 2°38'20"E）面积23.67 平方千米，位于法国奧克西塔尼大區塔恩省，该省份为法国南部内陆省份，北起顺时针与阿韦龙省、埃罗省、奥德省、上加龙省和塔恩-加龙省接壤。
与鲁艾鲁堡接壤的市镇（或旧市镇、城区）包括：库尔尼乌、费拉勒莱蒙塔涅、韦尔里德穆桑、昂格莱斯、拉卡巴雷德。
鲁艾鲁堡的时区为UTC+01:00、UTC+02:00（夏令时）。

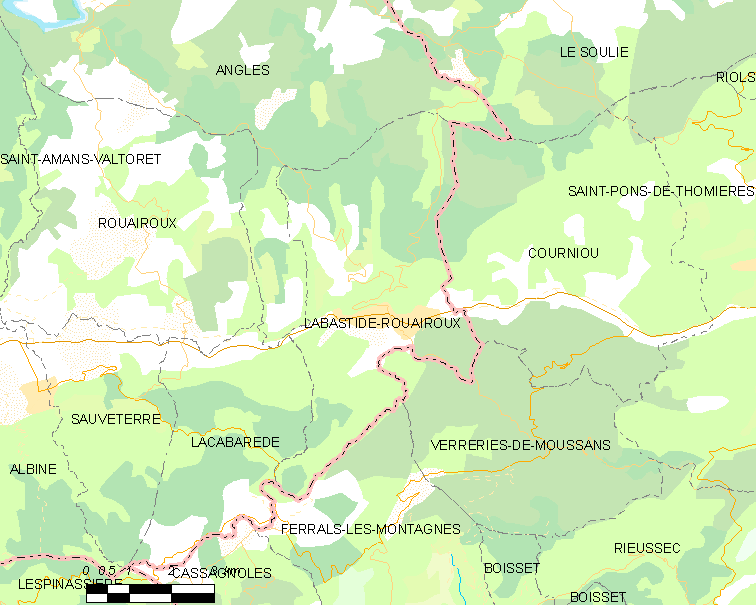
鲁艾鲁堡的OSM定位图

## 行政
鲁艾鲁堡的邮政编码为81270，INSEE市镇编码为81115。

## 政治
鲁艾鲁堡所属的省级选区为马扎梅第二县。

## 人口

1962-2008年间鲁艾鲁堡人口变化图示

鲁艾鲁堡于2022年1月1日时的人口数量为1418人。